# 皮德霍拉 (特諾皮爾州)
49°16′50″N 25°41′26″E / 49.28056°N 25.69056°E

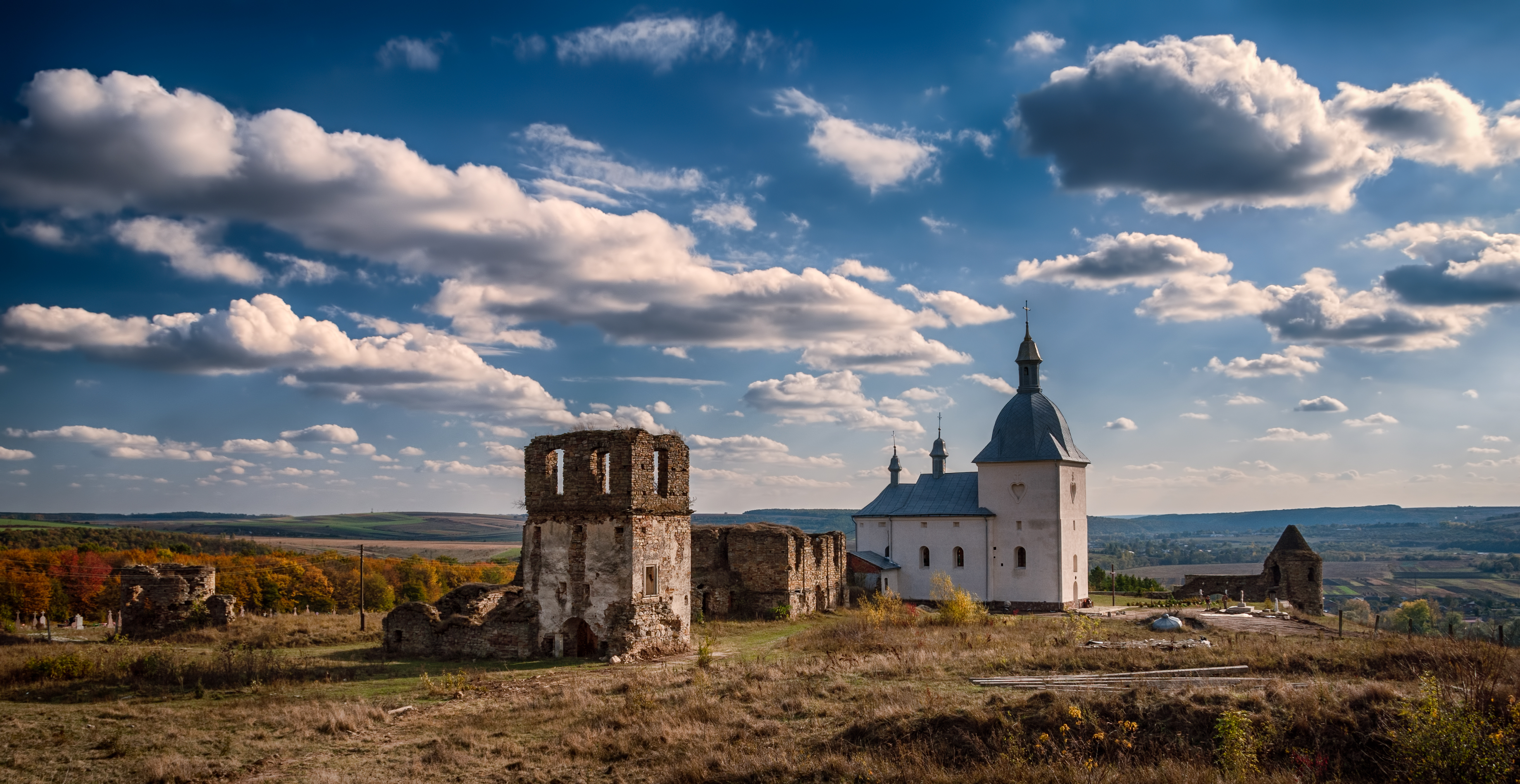
當地的修道院

皮德霍拉（羅馬化：Pidhora）是烏克蘭西部特諾皮爾州特諾皮爾區的村落，始建於1990年，面積0.05平方公里，2001年人口85，人口密度每平方公里1,666.7人。